# Église Saint-Paul-Apôtre de Foligno
L'église Saint-Paul-Apôtre (en italien : chiesa di San Paolo Apostolo) à Foligno en Italie est une église conçue par Massimiliano Fuksas et Doriana Mandrelli Fuksas en 2009. Symbole de la reconstruction après les tremblements de terre d'Ombrie de 1997, l'édifice religieux a été commandé par la Conférence épiscopale italienne (CEI). L'agence Fuksas a remporté le concours annoncé en 2001.

## Architecture
Le bâtiment est composé de deux boîtes imbriquées en béton armé. La section externe mesure 26 × 30 × 22,5 m, tandis que la boîte intérieure est suspendue à trois mètres au-dessus du sol et à trois mètres des murs extérieurs. La lumière entre par des fenêtres irrégulières percées dans les murs extérieurs et à travers le toit. Bien que l'église semble être un bloc monolithique de ciment, elle a en fait été réalisée à l'aide d'une structure de poutres en béton avec un revêtement interne et externe de ciment de 10 cm d'épaisseur. La lumière extérieure entre du haut ou du bas de l'église. Des lustres, conçus par Fuksas Design, sont suspendus au plafond; le presbytère et l'autel sont placés au centre de l'espace intérieur. L'architecte s'est inspiré de Notre-Dame du Haut de Le Corbusier en particulier ainsi que de la Villa Nemazee de Gio Ponti à Téhéran. Mimmo Paladino a créé les 14 chemins de croix pour l'église. L'œuvre Stele-Croce de Enzo Cucchi est placée à l'intérieur; elle en marbre blanc et en ciment et mesure 13,5 m de haut.
Même si c'est la Conférence épiscopale italienne qui a choisi le design de Fuksas pour son caractère innovant, l'architecte a reçu de sévères critiques. Vittorio Sgarbi, par exemple, a soutenu que le bâtiment ne s'intègre pas dans son environnement et donc dépasse trop (c'était cependant l'intention de l'architecte) et ressemble plus à une boîte à chaussures qu'à un espace sacré.

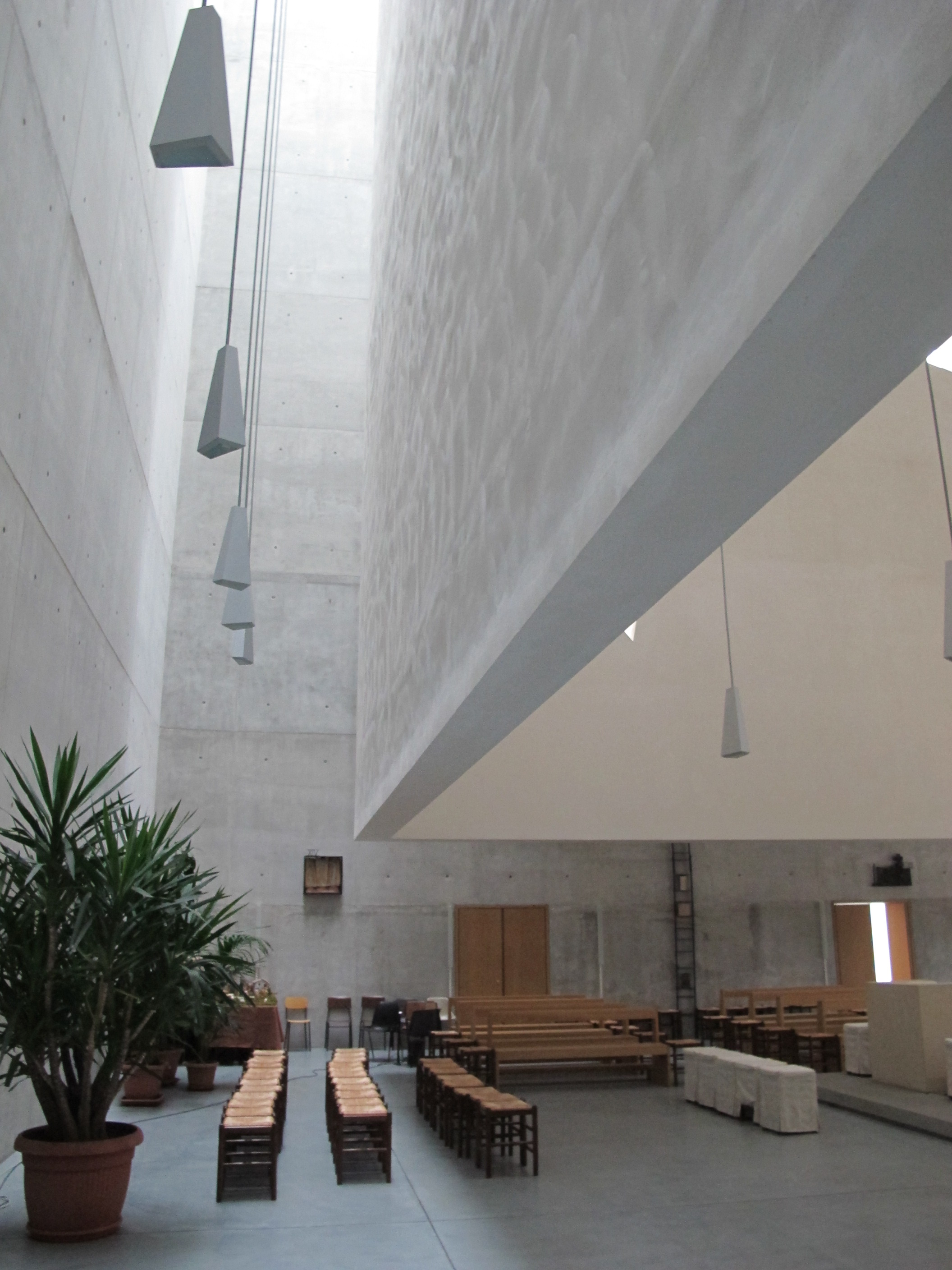
Vue intérieure, où les boîtes internes et externes, l'une imbriquée à l'intérieur de l'autre, sont visibles.